# CFAP-DT
CFAP-DT est une station de télévision québécoise de langue française située dans la ville de Québec appartenant à Bell Média et faisant partie du réseau Noovo. Elle diffuse depuis son émetteur au sommet de l'Édifice Marie-Guyart.

## Histoire
Lors de l'approbation du réseau Télévision Quatre-Saisons en 1985, le CRTC refuse l'exploitation d'une station à Québec, pensant que le marché publicitaire ne pourrait pas supporter la compétition. Le CRTC approuve tout de même en mars 1986 l'exploitation d'un réémetteur dans la ville de Québec. Ce réémetteur de CFJP-TV Montréal est mis en ondes sous les lettres CFAP-TV (AP faisant référence au fondateur de TQS, Jean Adélard Pouliot), et le réseau est inauguré le 7 septembre 1986.
En juin 1988, CFAP-TV obtient l'autorisation de produire des émissions locales. La construction du studio au 500 rue Bouvier commence en septembre 1988, et la station commence à diffuser des émissions locales dès le 3 septembre 1989, incluant des nouvelles locales.
Le réseau se fait acheter en 1997 par le consortium Quebecor, mais revendue à Cogeco (60 %) et Bell Globemedia (40 %) en 2001 lorsque Quebecor fait l'acquisition de Vidéotron et du réseau TVA. Sous les dettes, le réseau est vendu à Remstar en 2008, qui renomme le réseau TQS pour V en septembre 2009. Le département des nouvelles ayant été supprimé, la station rediffuse l'intégralité de la programmation de Montréal en insérant des publicités locales.

## Télévision numérique terrestre et haute définition
Le signal analogique a été mis hors fonction le 17 août 2011, les installations ont été modernisés et CFAP-DT diffuse sa programmation en mode numérique au canal UHF 39, virtuel 2.1 depuis le 27 août.
Dans le cadre d'un programme gouvernemental visant à ré-allouer les fréquences 600 MHz aux services cellulaires impliquant des changements de fréquences, l'émetteur de la station devra changer du canal 39 au canal 35 entre le 3 décembre 2021 et le 14 janvier 2022.